# Хаджидимов, Димо
Димо Димков Хаджидимов (19 февраля 1875, Горно-Броди, Османская империя — 13 сентября 1924, София, Болгария) — болгарский революционер и политик, журналист, активист Внутренней македонско-одринской революционной организации, Народной федеративной партии (болгарской секции) и Болгарской коммунистической партии.

## Биография
Хаджидимов родился 19 февраля 1875 года в Горно Броди, ныне расположенном в греческой региональной единице Сере. В 1880 году его семья эмигрировала из Османской империи в Болгарию и поселилась в Дупнице. Он изучал педагогику в Кюстендиле, а затем в Софии. В то время он был членом Болгарской рабочей социал-демократической партии, работал учителем в болгарских школах в Дупнице, а затем в Самокове. 
Участвовал в Илинденско-Преображенском восстании. После младотурецкой революции вернулся в Османскую Македонию и был одним из основателей Народной федеративной партии (болгарской секции). После 1909 года возвратился Софию, где вступил в Болгарскую рабочую социал-демократическую партию (тесных социалистов). 
Во время Балканских войн и Первой мировой Хаджидимов был сержантом болгарской армии. Он попал в плен в Салониках во время Второй Балканской войны и был сослан греческими властями на остров Палеон-Трикерин, где заболел желтухой. Позже он был освобожден и вернулся в Болгарию. Во время Первой мировой войны из-за ухудшения здоровья он не участвовал в боевых действиях. 
В конце 1919 года присоединился к БКП. Был избран депутатом болгарского парламента от Болгарской коммунистической партии. Стал секретарем Центральной эмигрантской комиссии и редактором газеты «Освобождение». 
Был убит правым активистом ВМРО Владо Черноземским по приказу Ванче Михайлова.
Его фамилия в 1951 году была присвоена деревне Жостово (город с 1996 года) Благоевградской области, переименованной в Хаджидимово.